# 坎提登 (加利福尼亞州)
坎揚登（英語：Canyondam）是位於美國加利福尼亞州普盧默斯縣的一個人口普查指定地區。

## 地理
坎揚登的座標為40°10′12″N 121°04′32″W / 40.17000°N 121.07556°W，而該地最高點為海拔高度1400米（即4593英尺）。

## 人口
根據2010年美國人口普查的數據，坎揚登的面積為2.009平方千米，當中陸地面積為2.009平方千米，而水域面積為0.000平方千米。當地共有人口31人，而人口密度為每平方千米15人。